# Nhà nước Udaipur
Nhà nước Udaipur (tiếng Anh: Udaipur State; tiếng Hindi: उदयपुर रियासत), trong lịch sử còn được gọi là Vương quốc Mewar, là một nhà nước của người Hindu giáo toạ lạc ở Tây Bắc Tiểu lục địa Ấn Độ. Vương quốc được thành lập từ năm 728 bởi Bappa Rawal thuộc gia tộc Guhila Rajput, và tồn tại đến năm 1949, khi nó bị sáp nhập vào Ấn Độ.
Vương quốc Mewar trải qua nhiều biến cố lịch sử, phải trở thành phiên thuộc của các đế quốc trên tiểu lục địa Ấn Độ, như Đế chế Mogul, Đế quốc Maratha, rồi sau đó trở thành phiên vương quốc dưới thời Đế quốc Anh cai trị Ấn Độ, nhưng người trong hoàng tộc Guhila vẫn nắm giữ được ngôi vị của mình cho đến khi người Anh trả lại độc lập cho Ấn Độ. Nhà nước Udaipur của hoàng tộc Guhila đã tham gia vào Liên minh Ấn Độ năm 1947 và đến năm 1949 thì hoàn toàn chấm dứt sự tồn tại của mình trong lịch sử. 

## Địa lý
Ranh giới địa lý của Mewar đã bị thay đổi dần qua nhiều thế kỷ, nhưng tính đến năm 1941, diện tích của nhà nước này là 34.110 km2 (xấp xỉ diện tích của Hà Lan ngày nay). Từ hiệp ước với người Anh năm 1818 đến khi gia nhập Cộng hòa Ấn Độ năm 1949, ranh giới của Nhà nước Udaipur như sau: phía Bắc giáp với tỉnh Ajmer-Merwara; ở phía Tây giáp Nhà nước Jodhpur và Nhà nước Sirohi; về phía Tây Nam giáp Nhà nước Idar; ở phía Nam giáp Nhà nước Dungarpur, Nhà nước Banswara và Nhà nước Pratabgarh; phía Đông giáp Nhà nước Bundi và Nhà nước Kotah; và ở phía Đông Bắc giáp Nhà nước Jaipur.

## Lịch sử

### Sự hình thành và phát triển của vương quốc với tư cách là một cường quốc của khu vực
Mewar được thành lập bởi Bappa Rawal, một thành viên của Gia tộc Guhila Rajput và trước đây là thủ lĩnh của vua Mori của Chittor, người đã giành được quyền kiểm soát Chittor vào năm 728. Nagda là thủ đô đầu tiên của Mewar cho đến năm 948 khi người cai trị của nó là Allat dời đô từ Nagda đến Ahar.

### Mewar và Đế quốc Mogul

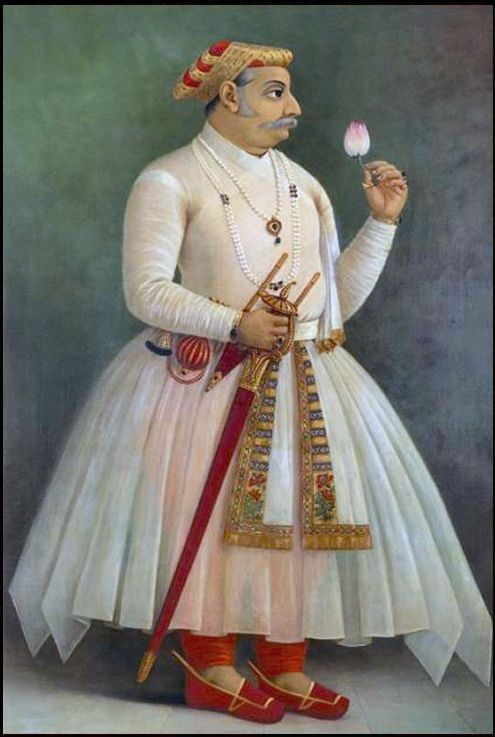
Maharana Raj Singh (1629–1680)

Ảnh hưởng của Đế quốc Mogul đối với Mewar kéo dài từ năm 1615 đến năm 1658 khi Maharana Raj Singh I đánh bại Mogul và chiếm lại tất cả các vùng của Mewar, mở rộng đế chế ra xa hơn nhiều so với trước đây. Năm 1615, sau 4 thập kỷ giao tranh, Mewar cuối cùng đã đầu hàng Mogul và ký kết một hiệp ước, theo đó những người cai trị của Mewar có thể trở về cai trị các lãnh thổ cũ Chittor và Mandalgarh với tư cách là chư hầu của Đế quốc Mogul và thái tử của Mewar phải đến triều đình Mogul làm con tin và Mewar phải cung cấp một lực lượng 1.000 kỵ binh cho đế chế này.
Năm 1658, Raj Singh đã tiến hành chiến tranh để đòi lại quyền độc lập. Maharana tràn xuống các đồn Mogul vào năm 1658. Tiếp theo, ông cho tấn công pargana của Malpura, Tonk, Chatsu, Lalsot và Sambhar. Ông đã mở rộng lãnh thổ vương quốc Mewar lớn hơn trước. 

### Ảnh hưởng của Maratha
Năm 1725, Người Marathi thực hiện cuộc xâm nhập thành công đầu tiên vào lãnh thổ Mewar và sau đó, tiếp tục gây ảnh hưởng ngày càng lớn không chỉ đối với Mewar mà còn bao trùm lên lãnh thổ của các nhà nước xung quanh Dungarpur, Banswara và Bundi. Để chống lại Đế quốc Maratha, Maharana Jagat Singh của Mewar đã triệu tập một hội nghị của những người cai trị Rajput ở Hurda vào năm 1734, nhưng không có thỏa thuận nào được ký kết. Quyền lực của Maratha tiếp tục phát triển, với việc người Maratha thường xuyên đòi hỏi những cống phẩm khổng lồ từ Mewar trong những năm còn lại của thế kỷ XVIII. 

### Mewar trở thành phiên quốc của Raj thuộc Anh

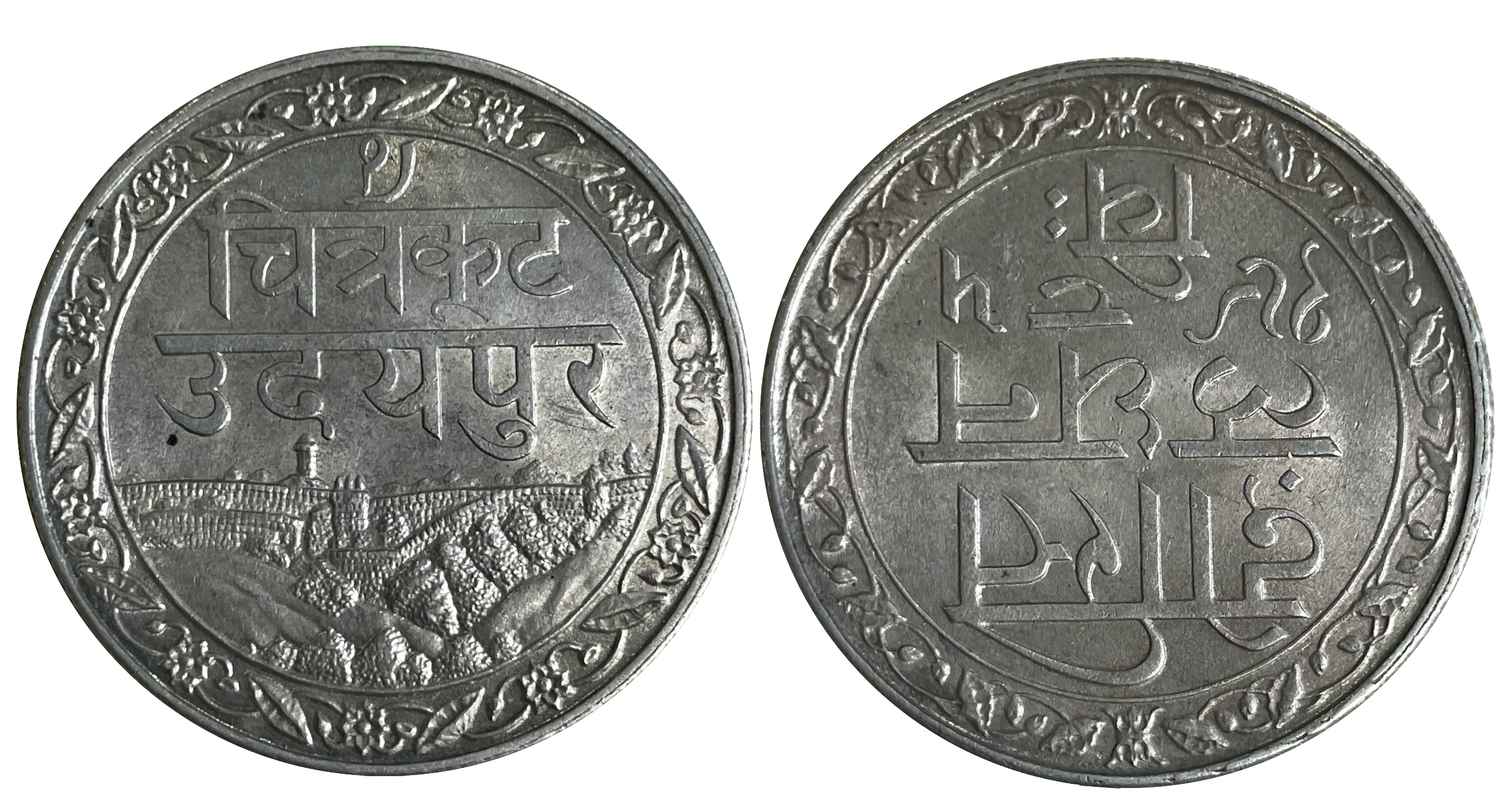
Xu bạc: 1 rupee của Nhà nước Udaipur, đúc năm 1928 dưới thời trị vì của phiên vương Fatteh Singh

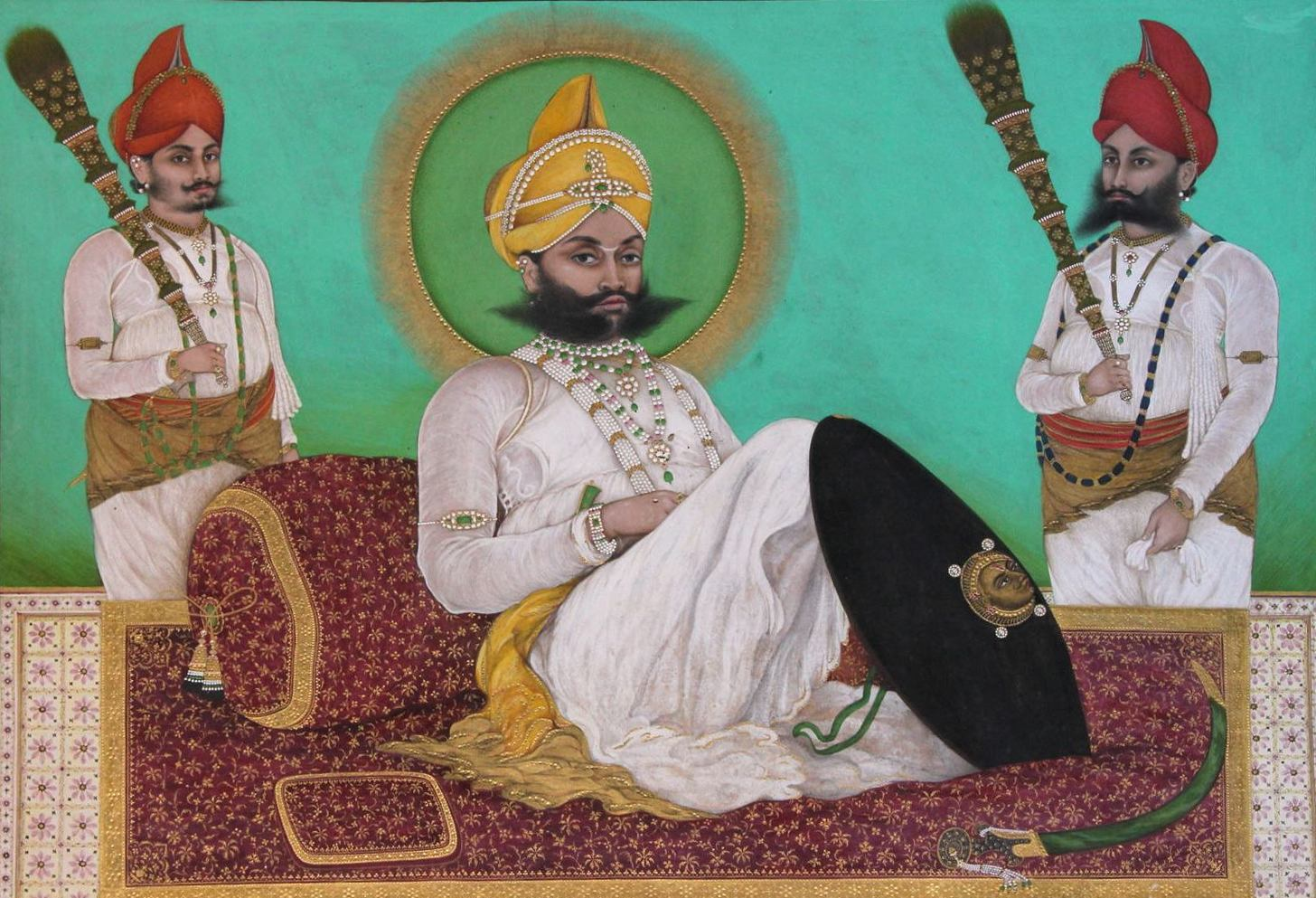
Swarup Singh của Udaipur (1815–1861)

Đến năm 1818, quân đội của Holkar, Scindia và Nhà nước Tonk đã cướp bóc Mewar, gây thiệt hại cho người dân của nó. Ngay từ năm 1805, Maharana Bhim Singh của Mewar đã tiếp cận người Anh để nhờ hỗ trợ nhưng Hiệp ước năm 1803 với Scindia đã ngăn cản người Anh hỗ trợ Mewar. Nhưng đến năm 1817, người Anh cũng nóng lòng muốn liên minh với những người cai trị Rajput và Hiệp ước Hữu nghị, Liên minh và Thống nhất đã được ký kết giữa Mewar và Công ty Đông Ấn Anh (đại diện cho Đế quốc Anh) vào ngày 13 /01/1818. 